# بیمارستان پزشکان داوائو
بیمارستان پزشکان داوائو (به لاتین: Davao Doctors Hospital) یک بیمارستان در فیلیپین است که در داوائو سیتی واقع شده‌است.